# Kurpfalz
Pfalzgrevskabet ved Rhinen (tysk: Pfalzgrafschaft bei Rhein), efter 1356 uformelt Kurfyrstendømmet Pfalz eller blot Kurpfalz, var en stat i Tysk-romerske rige, der i forskellige former eksisterede som et statsligt territorium fra 1000-tallet til 1803. I dag ligger Kurpfalz' territorium i Tysklands delstater Rheinland-Pfalz, Baden-Württemberg og Bayern, samt en mindre del i Frankrig.
Pfalzgrevskabet ved Rhinen havde sin rødder i embedet som Lothringens pfalzgreve, der havde sit sæde omkring kongepaladset i Aachen i højmiddelalderen. I 1214 kom det i Huset Wittelsbachs besiddelse. Grevskabets herskere fik med Den Gyldne Bulle i 1356 tildelt værdigheden som kurfyrster, hvorved navnet Kurpfalz blev til. Territorierne hørte fra 1512 under den kurrhinske kreds. Fra 1777 var Kurfyrstendømmet Pfalz i personalunion med Kurfyrstendømmet Bayern. Kurpfalz blev opløst under De Franske Revolutionskrige.

## Kurfyrster af Pfalz
- Ruprecht 1. (1356–1390).

- Ruprecht 2. (1390–1398).

- Ruprecht 3. (1398 – 1410), tysk-romersk konge.

- Ludvig 3. (1410 – 1436).

- Ludvig 4. (1436 – 1449).

- Filip (1476 – 1508).

- Ludvig 5. (1508 – 1544).

- Otto Henrik (1556 – 1559).

- Frederik 4. (1583 – 1610)

- Frederik 5. (1610 – 1623), vinterkongen i Prag.

- Maximilian 1. (1623 – 1648)

- Karl 1. Ludvig (1648 – 1680)

- Karl 2. (1680 – 1685).

- Filip Vilhelm (1685 – 1690).

- Johan Vilhelm (1690 – 1716).

- Karl 3. Filip (1716 – 1742).

- Karl 4. Theodor (1742 – 1799).

- Maximilian 1. Joseph (1799 – 1806).

49°30′00″N 8°01′00″Ø / 49.5°N 8.016669°Ø